# Kedai Durian (Medan Johor)
Kedai Durian is een bestuurslaag in het regentschap Medan van de provincie Noord-Sumatra, Indonesië. Kedai Durian telt 6572 inwoners (volkstelling 2010).